# Thiên hà Ngọc Phu
Thiên hà Ngọc Phu (tên khác NGC 253) là một thiên hà xoắn ốc trung gian thuộc chòm sao Ngọc Phu. Thiên hà Ngọc Phu thuộc dạng thiên hà bùng nổ sao (thiên hà đang trong thời kỳ hình thành sao).

## Đặc trưng
Thiên hà Ngọc Phu nằm ở trung tâm và là thiên hà sáng nhất của nhóm Ngọc Phu, một trong các nhóm thiên hà gần Ngân Hà nhất. Ngoài thiên hà Tiên Nữ và thiên hà Mũ vành to, thiên hà Ngọc Phu là thiên hà sáng nhất lân cận thiên hà của chúng ta.

### Lỗ đen ở trung tâm
Nghiên cứu gần cho thấy trung tâm của thiên hà này có một lỗ đen siêu khối lượng với khối lượng ước tính gấp 5 triệu lần khối lượng Mặt Trời.

## Thư viện ảnh

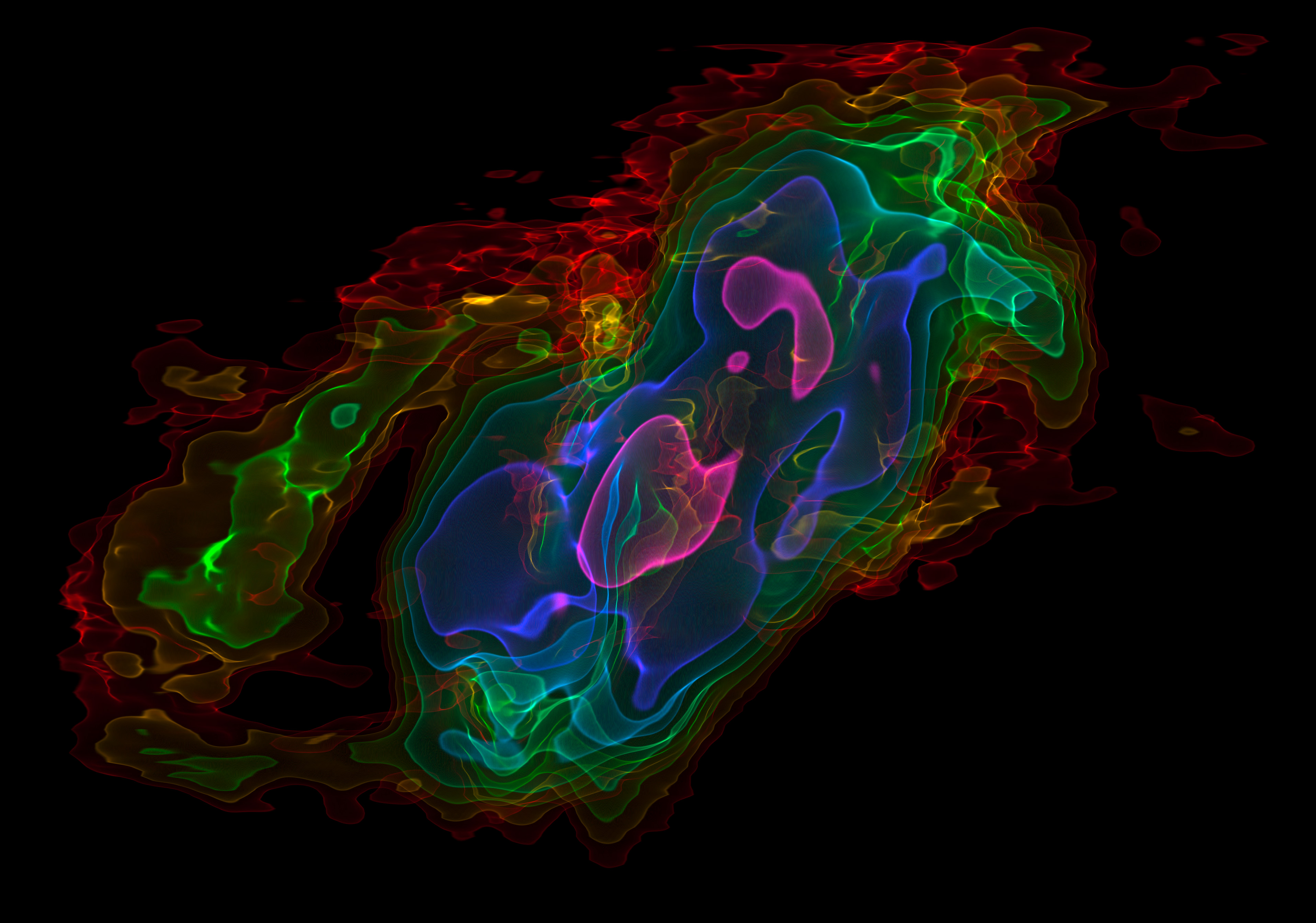
Hình ảnh 3 chiều từ kính viễn vọng ALMA.
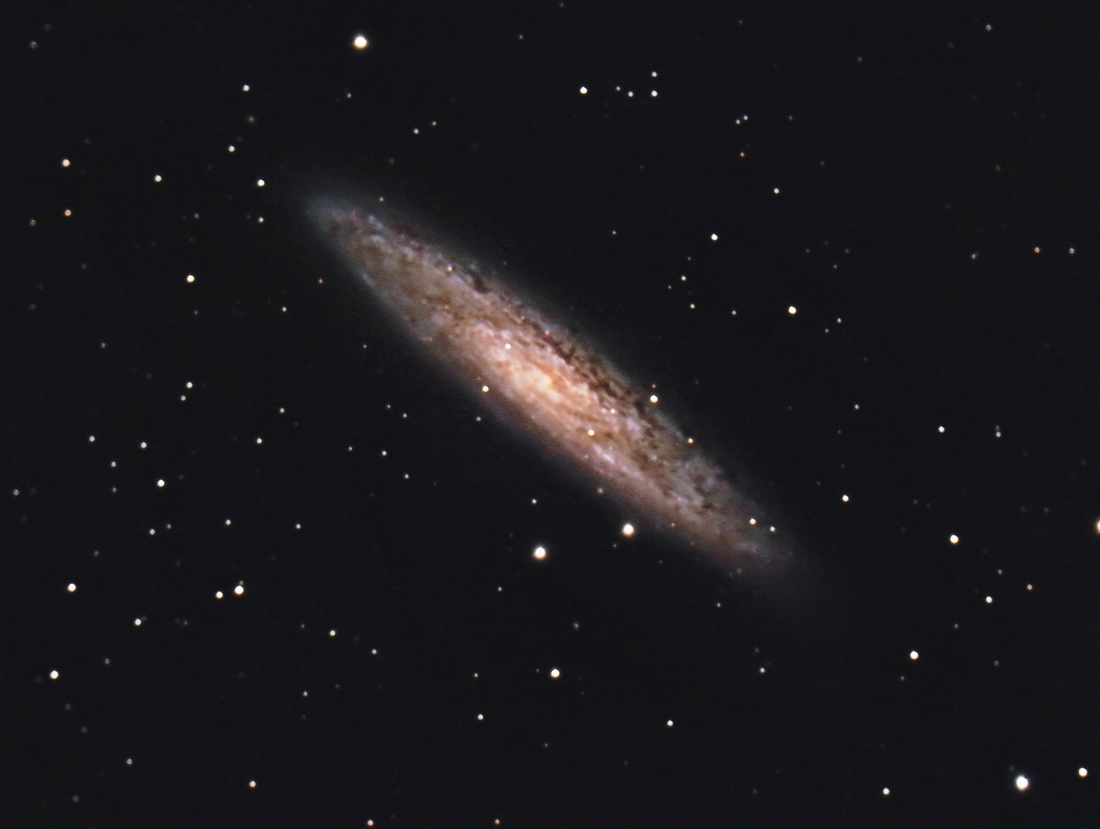
NGC 253.
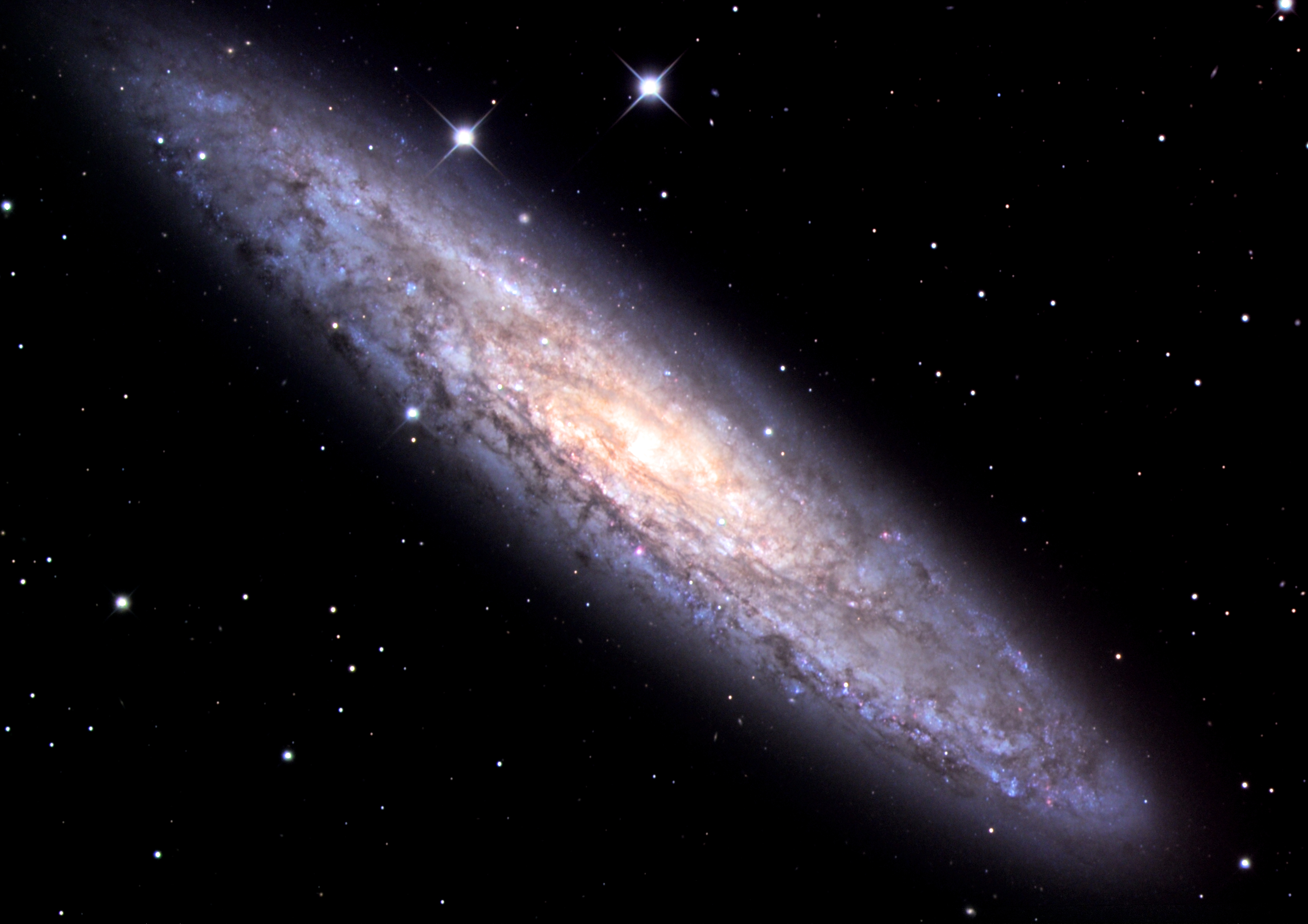
NGC253 từ kính viễn vọng 24 inch ở Mt. Lemmon, AZ.
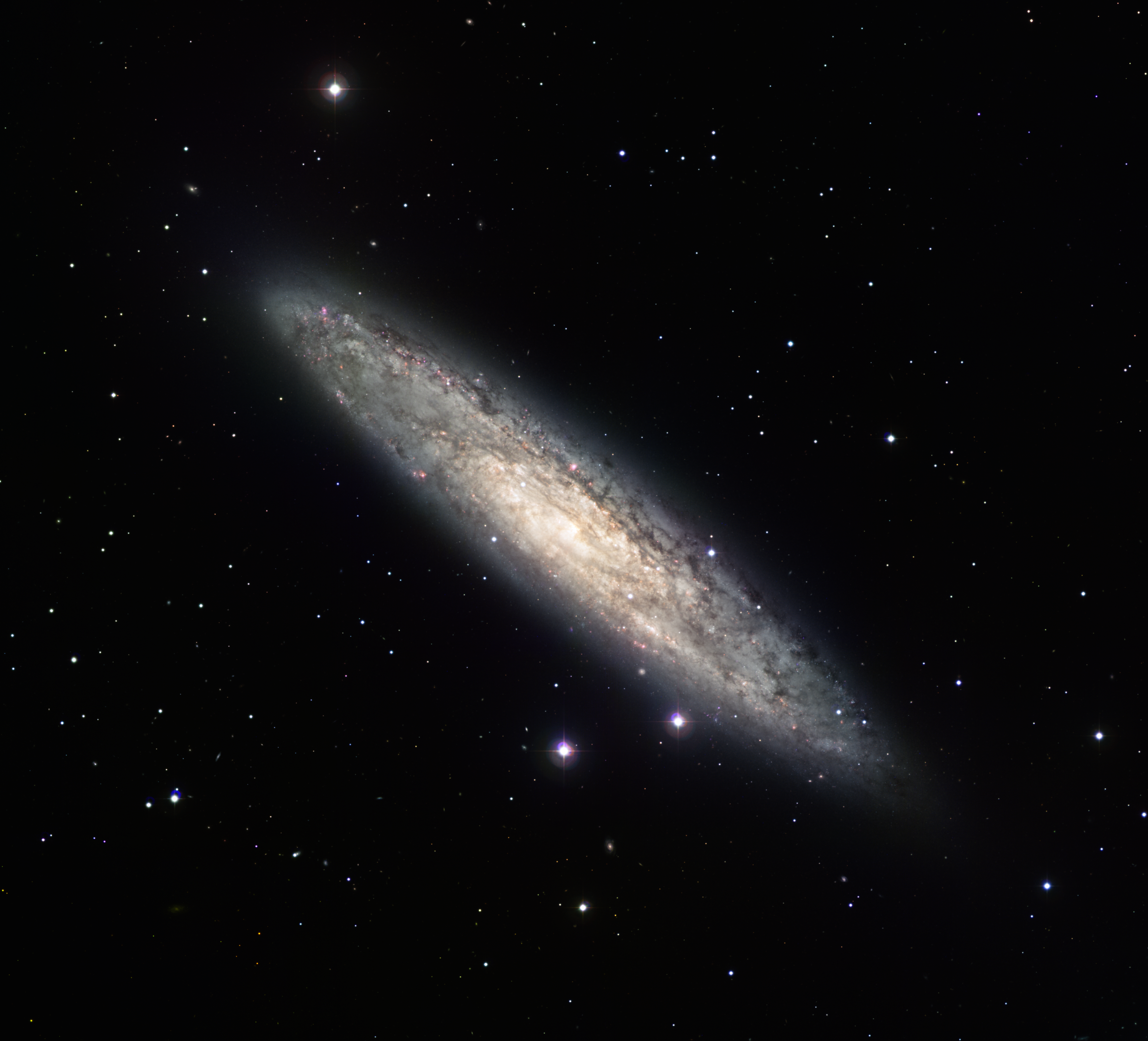
Thiên hà xoắn ốc NGC 253. (Credit: ESO)
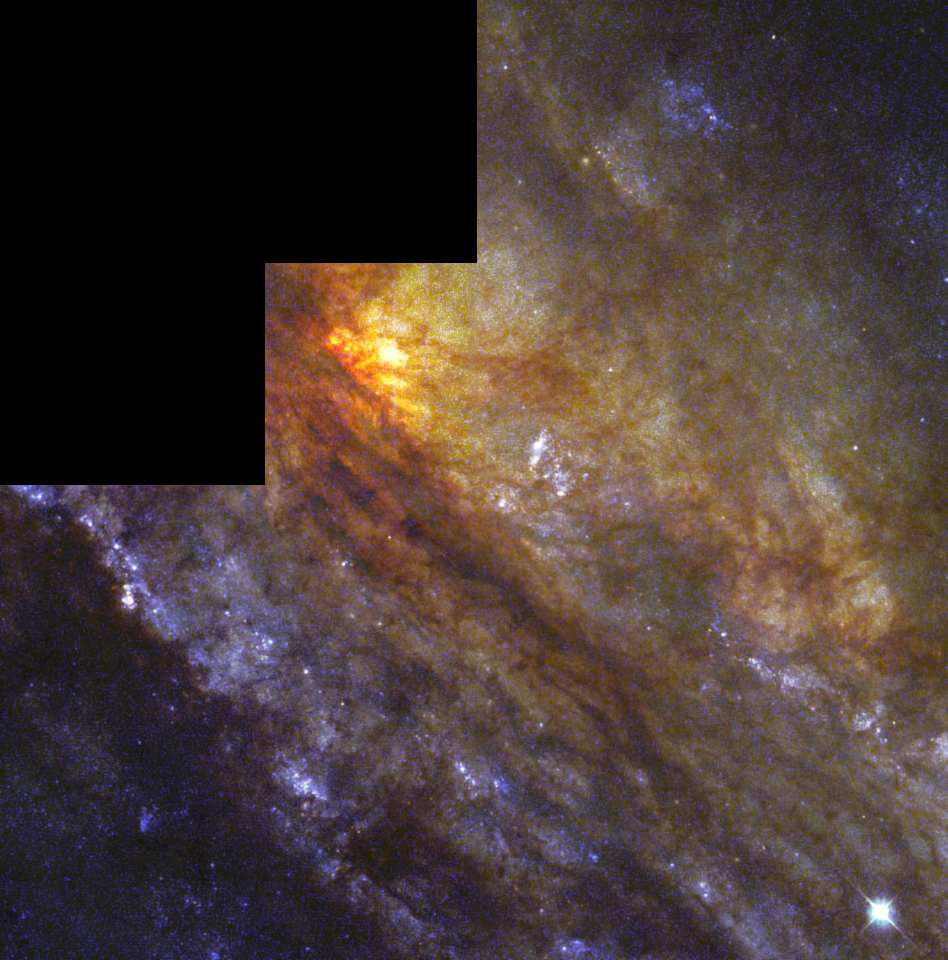
Chi tiết của NGC 253 từ kính thiên văn Hubble.(HST/NASA/ESA)
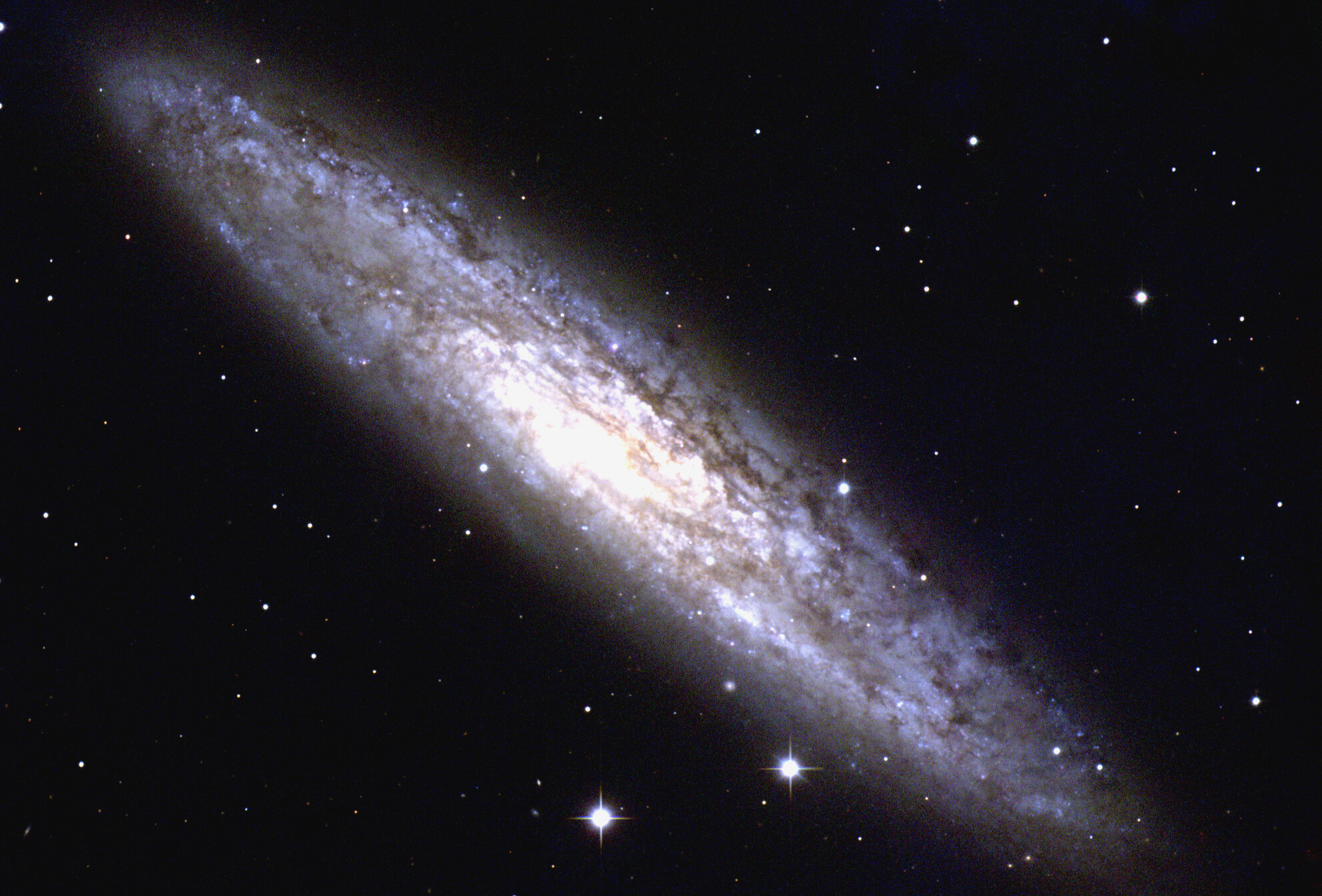
Hình ảnh từ kính viễn vọng KPNO.